# Kliment von Ohrid

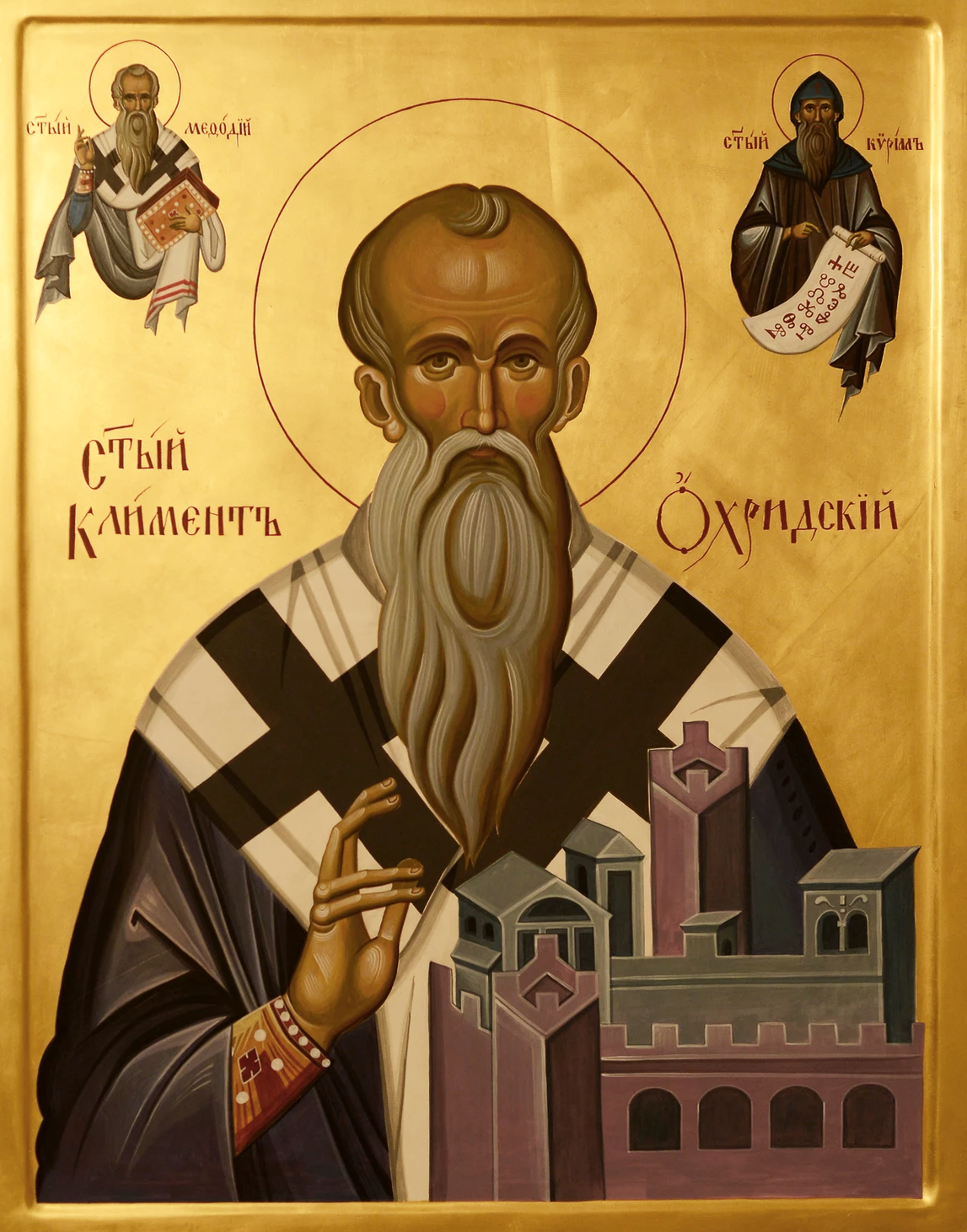
Ikone des Heiligen Kliment von Ohrid aus dem orthodoxen Kloster Zografou auf dem Berg Athos in Griechenland, dargestellt als Jünger der Heiligen Kyrill und Method

Kliment von Ohrid (altbulgarisch: Климєнтъ Охридскїй, bulgarisch und mazedonisch: Климент Охридски Kliment Ohridski; * um 840; † 27. Juli 916 in Ohrid) war einer der ersten mittelalterlichen bulgarischen Heiligen, Gelehrter, Schriftsteller und Aufklärer der Slawen. Er war einer der bekanntesten Jünger der Heiligen Kyrill und Method und wird häufig mit der Erstellung der glagolitischen und kyrillischen Schriften in Verbindung gebracht, insbesondere mit ihrer Popularisierung unter den christianisierten Slawen. Er war der Gründer der geistlichen Schule von Ohrid und wird als der erste Heilige angesehen, der auf altkirchenslawisch gepredigt und gelehrt hat. Er gilt als der erste Bischof der Bulgarisch-Orthodoxen Kirche, einer der sieben Apostel des ersten bulgarischen Reiches und einer der führenden Heiligen des modernen Bulgarien. Die Mission des Heiligen Kliment war der entscheidende Faktor, dass die Slawen in Makedonien in Bulgaren aufgegangen sind. Kliment von Ohrid wird von der Mazedonisch-Orthodoxen Kirchen auch als Gründer des künftigen autonomen Erzbistums von Ohrid geehrt. Der heilige Kliment von Ohrid ist auch der Schutzpatron Nordmazedoniens, der Stadt Ohrid und der Mazedonisch-Orthodoxen Kirche.

## Leben

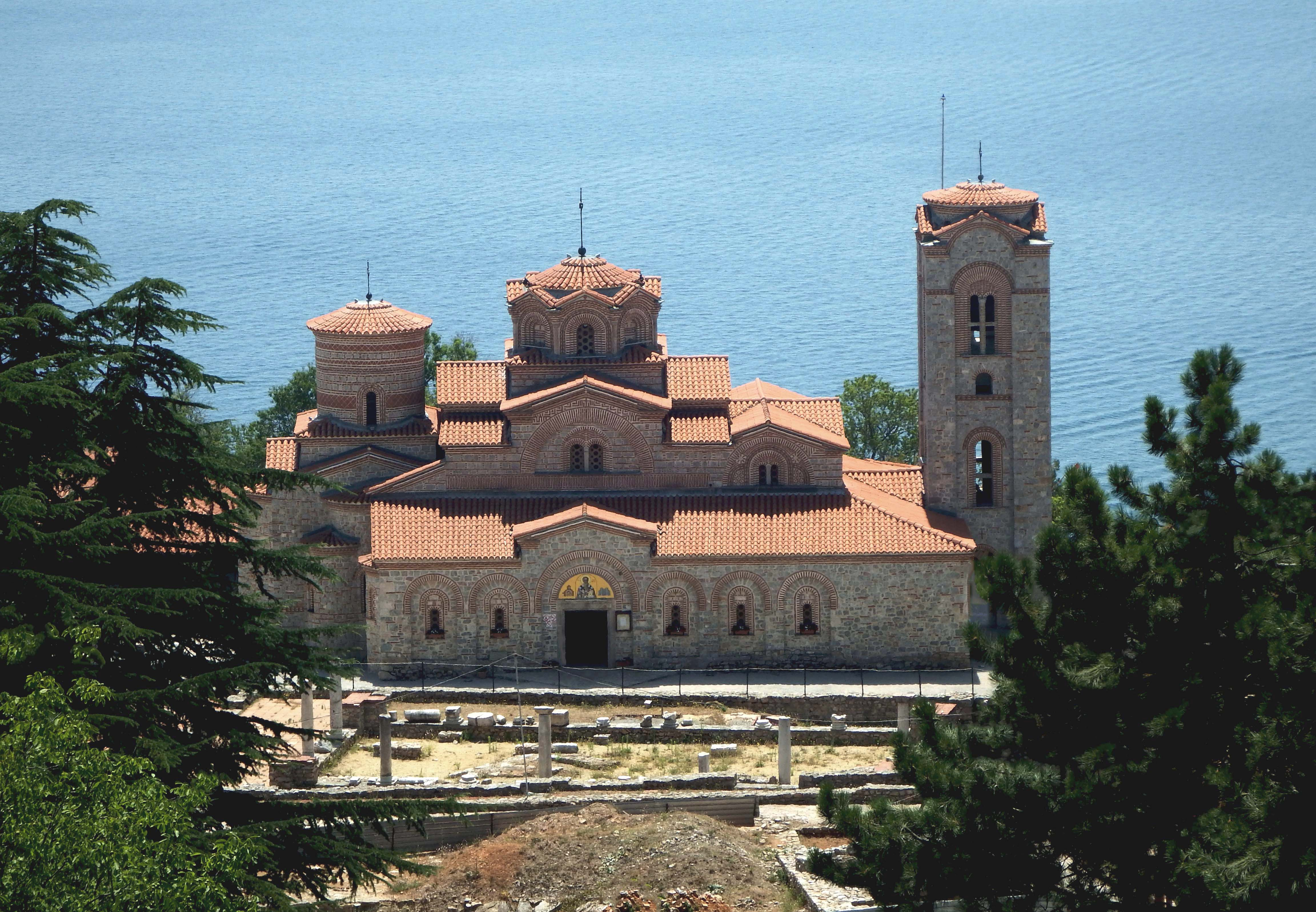
Kloster der heiligen Kliment und Panteleimon auf der archäologischen Stätte Plaošnik in Ohrid, Nordmazedonien

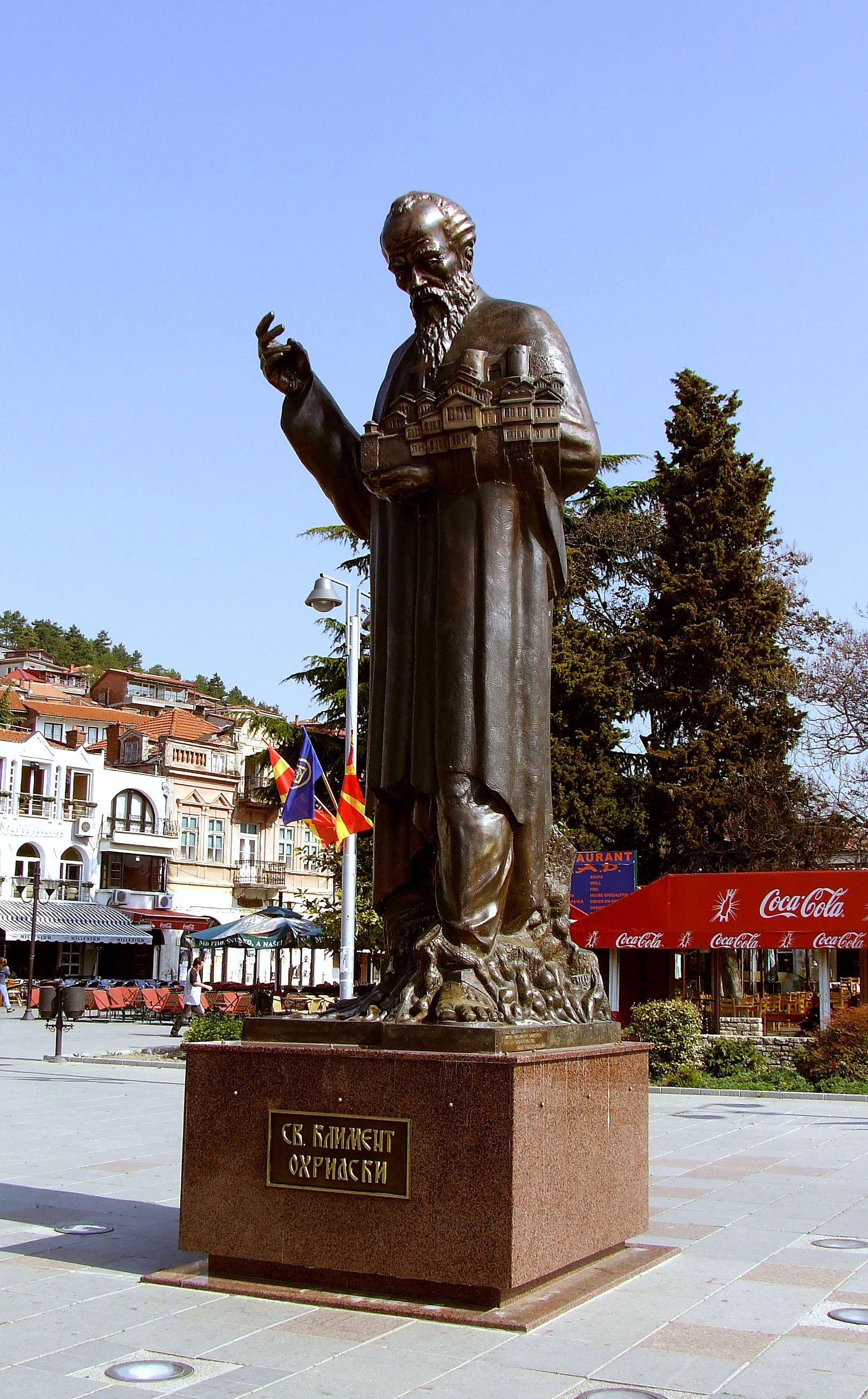
Statue des Heiligen Kliment in Ohrid, Nordmazedonien

Kliment nahm an Methodius' Mission im Großmährischen Reich teil. Nach dessen Tod war er Führer der slawischen Partei in der Auseinandersetzung mit den lateinischen Klerikern, die aus dem Ostfrankenreich gekommen waren. Nach einer kurzen Zeit im Gefängnis wurde er vermutlich 885 aus Großmähren vertrieben und wandte sich zusammen mit Angelarij und Naum in das Erste Bulgarische Reich.
Zar Boris I. und sein Nachfolger Zar Simeon I. betrauten die beiden Mönche mit der Unterrichtung künftiger bulgarischer Kleriker in dem gerade erst zum Christentum bekehrten Land. Nach der Annahme des Christentums war zunächst das Griechische, das von byzantinischen Missionaren eingeführt worden war, die Kirchensprache in Bulgarien. Um den byzantinischen Einfluss auf seinen Staat zurückzudrängen, war Boris I. an der Etablierung der slawischen Sprache im Gottesdienst interessiert.
Zunächst unter alleiniger Leitung Kliments wurde am Ohridsee die Schule von Ohrid errichtet. Später unterstützte ihn Naum, der anfangs die Schulen in Pliska und Preslaw leitete. In den von ihnen errichteten Schulen wurde das Altkirchenslawisch als Liturgiesprache unterrichtet. Sie machten aus Ohrid, neben Pliska und Preslaw, ein weiteres kirchliches und kulturelles Zentrum, indem sie Kirchen bauten, Klöster (u. a. die Klöster „Pantaleimon“ und Sveti Naum) errichteten und die Schule erweiterten, in der zahlreiche Kleriker ausgebildet wurden. Die Schule von Ohrid hat einen Großteil der „(alt)bulgarischen“ Literatur hervorgebracht. Kliment soll der Überlieferung nach zwischen 886 und 893 3.500 Schüler in der neuen Schriftsprache unterwiesen haben.
Ihm wird häufig auch die Entwicklung des kyrillischen Alphabets zugeschrieben, jedoch bedeutet eine entsprechend gedeutete Nachricht in der Legenda Ochridica tatsächlich wohl nur, dass er die glagolitische Schrift reformiert hat.
Nach einem Streit mit dem Zaren Simeon I. wurde er 893 zum Bischof des entlegenen Orts Drembica (heute Velika an der bulgarischen Schwarzmeerküste; nach einer anderen Theorie jedoch das viel näher liegende Belica bei Struga) ernannt, was einer Verbannung nahekam. Später erlangte Kliment wieder die Gunst des Herrschers und wurde Erzbischof von Ohrid. Er gründete das Pantaleimon-Kloster in Varoš, heute ein Stadtteil von Ohrid.
Nach seinem Tod im Jahr 916 wurde er in der Kirche St. Pantaleimon bei Ohrid bestattet. Als die Osmanen diese Kirche im 15. Jahrhundert in eine Moschee umwandelten, wurden Kliments Gebeine in die Ohrider Kirche Sveta Bogorodica Perivlepta umgebettet. Seine große Verehrung führte unter Zar Samuil zur Kanonisation als Heiliger (Hauptfest 27. Juli). Nach dem Wiederaufbau der St. Pantaleimon-Kirche im Jahre 2002 auf dem heute als „Plaošnik“ bekannten Areal liegen seine Gebeine wieder dort an der alten Stelle.

## Verehrung
Heute tragen mehrere Kirchen, die Universitäten von Sofia und Bitola, sowie die bulgarische St.-Kliment-Ohridski-Station auf der antarktischen Livingston-Insel und Mount Ohridsky auf der antarktischen Alexander-I.-Insel seinen Namen.

## Gedenktage
- Katholisch: 27. Juli
- Orthodox: 17. Juli, 27. Juli, 22. November, 25. November